# Affaire Sylvie Le Helloco
L'affaire Sylvie Le Helloco est une affaire criminelle française dans laquelle, Sylvie Le Helloco, serveuse de 20 ans, a été enlevée le 24 décembre 1980. Son corps est trouvé nu, aux abords de la RN 20 le lendemain, au lieu-dit Rougemont au sud d'Étampes, dans l'Essonne,,,,,,,. À ce jour, l'auteur de ce crime n'a pas été identifié.
Sylvie Le Helloco est considérée comme la deuxième victime des « Meurtres de la RN20 ».

## Biographie
Sylvie Le Helloco est originaire de Bretagne et travaille comme serveuse à Paris. Elle est petite, les cheveux blonds et bouclés, les yeux bleus. Elle est décrite comme « jolie et soignée de sa personne. »

## Les faits et l'enquête
Le 24 décembre 1980, Sylvie Le Helloco fait du stop à la porte de Saint-Cloud pour rentrer en Bretagne.
Le 25 décembre 1980 aux environs de 15 h 20, près d'une aire de stationnement de la RN 20, à Rougemont, au sud d'Étampes, le corps nu de Sylvie est trouvé par un garçon de 15 ans se promenant. Elle est couchée sur le ventre, enroulée dans une bâche en plastique, le nez écrasé. Sa tête et ses bras dépassent de la bâche. Quand il l'a découverte, le garçon a cru que c'était « un mannequin, comme dans les boutiques » avant de réaliser que c'était le cadavre d'une femme.
Ses vêtements n'ont pas été retrouvés. L'autopsie établit qu'elle n'a pas subi de violences sexuelles, elle a été étranglée et vraisemblablement traînée par les pieds.
Les enquêteurs feront le rapprochement avec trois autres affaires présentant des similitudes,,,,, :
- l'affaire Michèle Couturat,
- l'affaire Christine Devauchelle,
- et l'affaire Pascale Lecam.

Les enquêteurs envisagent l'existence d'un tueur en série sévissant aux abords de la RN 20 entre Étampes et Arpajon, surnommé : « l'étrangleur d'Étampes », « le tueur de blondes » ou « le sadique de la RN 20 »,.
En 2008, les enquêteurs soupçonnent Michel Fourniret qui vivait dans les années 1970-80 à Clairefontaine-en-Yvelines avec sa seconde épouse et ses trois enfants. Mais aucune preuve formelle ne permet de le mettre en cause.
Dans l'affaire Pascale Lecam, un homme, Philippe L., est suspecté en 2009. Son ADN est identifié sur des traces de sperme présentes sur des mouchoirs prélevés en 1983, à proximité du corps de Pascale Lecam. Après 38 heures de garde à vue, il est finalement relâché. Il nie toute implication dans le meurtre de Pascale Lecam, et les faits sont prescrits. Rien ne permet de le relier aux trois autres « meurtres de la RN20 »,.
En octobre 2024, le journal Marianne révèle que Philippe L. a été condamné pour viol en mars 2024 dans une autre affaire.

## Documentaire télévisé
- « Le mystère des meurtres de la RN20 » le 7 décembre 2012 dans Les Faits Karl Zéro sur 13e rue.

## Émission radiophonique
- « L'affaire des meurtres en série sur la RN 20 » le 20 septembre 2010 dans L'Heure du crime de Jacques Pradel sur RTL.